# Gaietà Cornet i Mas
Gaietà Cornet i Mas (Barcelona, 1824 - 22 de juny de 1897) va ser un viatger, publicista i escriptor català, que exercí d'enginyer industrial i taquígraf.
Va impulsar diverses publicacions especialitzades, la revista Revista Industrial el 1856, i la Revista Taquigráfica el 1874. Com a articulista, va escriure la secció «crònica barcelonesa» a La Antorcha Manresana en el període 1858-1860 i periòdicament al Diario de Barcelona. Al llarg de la seva vida va publicar nombroses guies de viatge de Catalunya i també obres de divulgació.
El 5 de juliol de 1872 va esdevenir president honorari i un dels fundadors de l'Acadèmia de Taquigrafia. A través d'aquesta entitat promourien la implantació de la taquigrafia a Catalunya, juntament amb Francesca Bonnemaison i Farriols.
Va participar com a convidat a l'estrena de l'estudi-taller de Masriera, un temple per a la religió de l'art, segons paraules de Lluís Permanyer. Entre els convidats, representants de la pintura catalana vuitcentista com Claudi Lorenzale, Modest Urgell, Josep Cusachs i Antoni Caba; literats com Carles Pirozzini, i Artur Masriera i Colomer (1860-1929).
Com a publicista, exercí de cap de secció de l'Exposició Universal de Barcelona del 1888.

## Obres
Obres
- Guía del viajero en Caldas de Montbuy y San Miguel del Fay
- Guía y añalejo perpetuo de Barcelona
- Compendio de la taquigrafía española
- Guía completa del viajero en Barcelona
- Guía del viajero en Manresa y Cardona[7]
- Tres días en Montserrat
- Guía del viajero en Manresa y Cardona (1860)
- Guia completa del viajero en Barcelona (1866)
- Tres dias en Montserrat : guia histórica-descriptiva de todo cuanto contiene y encierra esta montaña (1858)
- Compendio de la taquigrafia española (1852)
- Compendio de la Taquigrafia española ó Arte de escribir tan velozmente como se habla aplicado á la lengua castellana inventado por D. Francisco de Paula Martí (1893)
- Una mirada retrospectiva. Transformació de Barcelona en mig segle (1830 a 1860) (pòstumament, 1906)[2]